# Malaysias Grand Prix 2015
Malaysias Grand Prix 2015, officiellt 2015 Formula 1 Petronas Malaysia Grand Prix, var en Formel 1-tävling som hölls den 29 mars 2015 på Sepang International Circuit i Kuala Lumpur, Malaysia. Det var den andra tävlingen av Formel 1-säsongen 2015 och kördes över 56 varv. Vinnare av loppet blev Sebastian Vettel för Ferrari, tvåa blev Lewis Hamilton för Mercedes, och trea blev Nico Rosberg, även han för Mercedes. 
Svenske Marcus Ericsson gjorde sitt dittills bästa formel 1-kval någonsin och tog en tiondeplats. Efter fyra varv in i racet låg han på en nionde plats när han tappade bakvagnen, slirade av och fastnade i sandfållan och bröt loppet, vid ett omkörningsförsök av Nico Hulkenberg.
Sebastian Vettel vann här sitt första Formel 1-lopp för Ferrari medan Max Verstappen, med sina 17 år och 180 dagar, blev den yngsta föraren någonsin att ta poäng i Formel 1.

## Kvalet

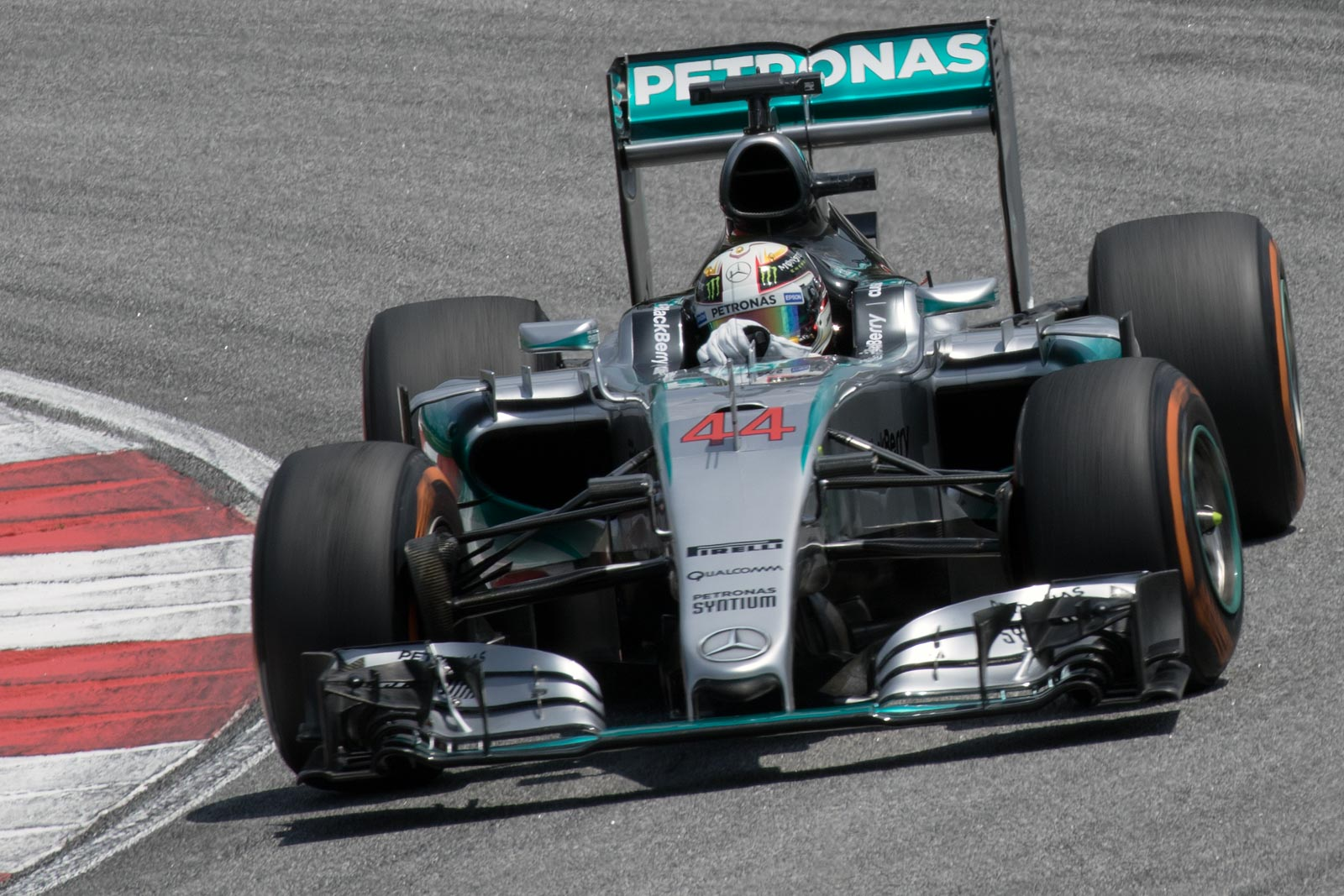
Lewis Hamilton tog pole position.

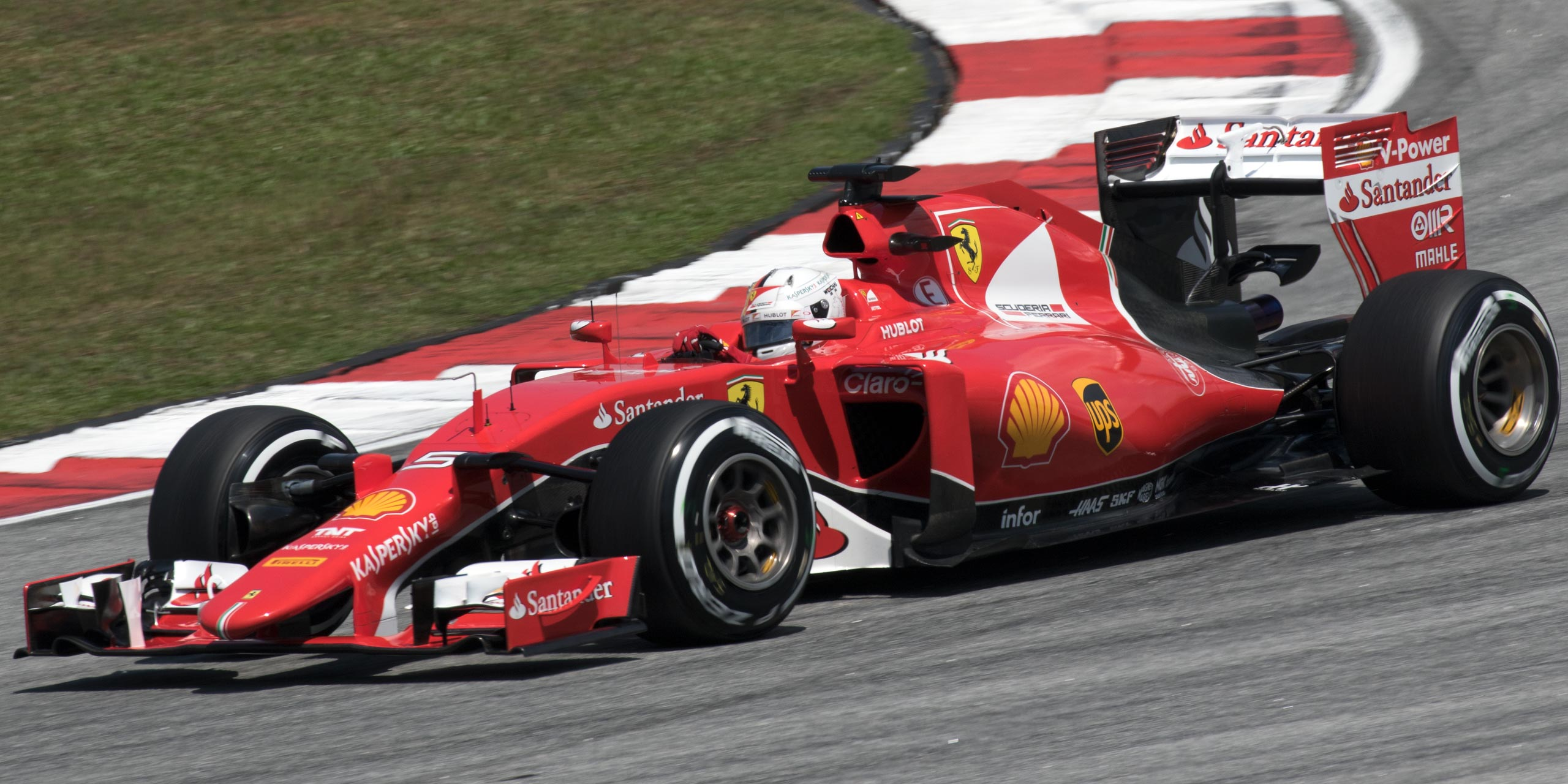
Sebastian Vettel kvalade tvåa.

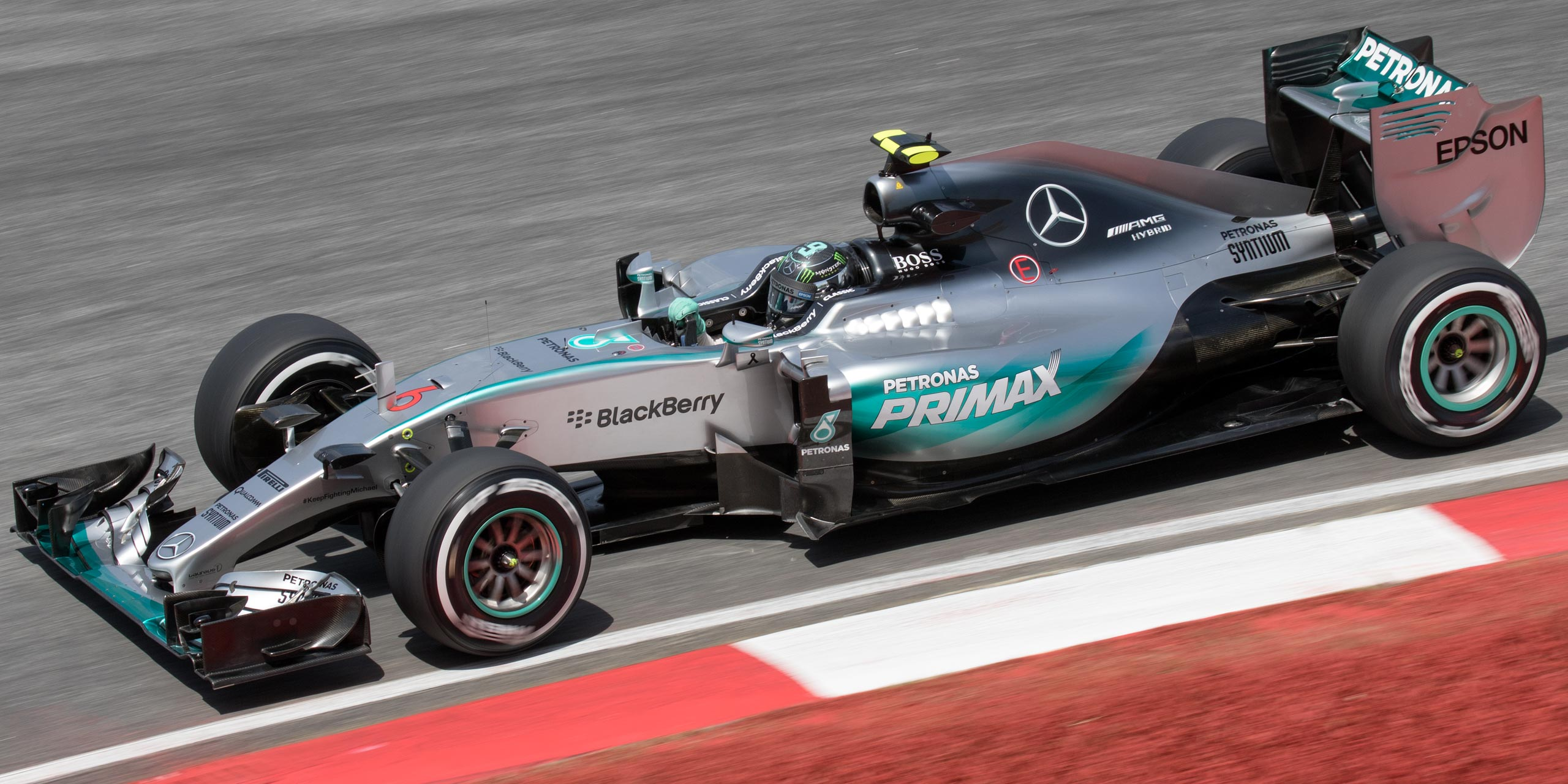
Nico Rosberg startade från den tredje startrutan.

| KR. | Nr | Förare            | Konstruktör          | Q1        | Q2       | Q3       | Grid |
| --- | -- | ----------------- | -------------------- | --------- | -------- | -------- | ---- |
| 1   | 44 | Lewis Hamilton    | Mercedes             | 1:39,269  | 1:41,517 | 1:49,834 | 1    |
| 2   | 5  | Sebastian Vettel  | Ferrari              | 1:39,814  | 1:39,632 | 1:49,908 | 2    |
| 3   | 6  | Nico Rosberg      | Mercedes             | 1:39,374  | 1:39,377 | 1:50,299 | 3    |
| 4   | 3  | Daniel Ricciardo  | Red Bull-Renault     | 1:40,504  | 1:41,085 | 1:51,541 | 4    |
| 5   | 26 | Daniil Kvyat      | Red Bull-Renault     | 1:40,546  | 1:41,665 | 1:51,951 | 5    |
| 6   | 33 | Max Verstappen    | Toro Rosso-Renault   | 1:40,793  | 1:41,430 | 1:51,981 | 6    |
| 7   | 19 | Felipe Massa      | Williams-Mercedes    | 1:40,543  | 1:41,230 | 1:52,473 | 7    |
| 8   | 8  | Romain Grosjean   | Lotus-Mercedes       | 1:40,303  | 1:41,209 | 1:52,981 | 101  |
| 9   | 77 | Valtteri Bottas   | Williams-Mercedes    | 1:40,249  | 1:40,650 | 1:53,179 | 8    |
| 10  | 9  | Marcus Ericsson   | Sauber-Ferrari       | 1:40,340  | 1:41,748 | 1:53,261 | 9    |
| 11  | 7  | Kimi Räikkönen    | Ferrari              | 1:40,415  | 1:42,173 |          | 11   |
| 12  | 13 | Pastor Maldonado  | Lotus-Mercedes       | 1:40,361  | 1:42,198 |          | 12   |
| 13  | 27 | Nico Hülkenberg   | Force India-Mercedes | 1:40,830  | 1:43,023 |          | 13   |
| 14  | 11 | Sergio Pérez      | Force India-Mercedes | 1:41,036  | 1:43,469 |          | 14   |
| 15  | 55 | Carlos Sainz, Jr. | Toro Rosso-Renault   | 1:39,814  | 1:43,701 |          | 15   |
| 16  | 12 | Felipe Nasr       | Sauber-Ferrari       | 1:41,308  |          |          | 16   |
| 17  | 22 | Jenson Button     | McLaren-Honda        | 1:41,636  |          |          | 17   |
| 18  | 14 | Fernando Alonso   | McLaren-Honda        | 1:41,746  |          |          | 18   |
| –   | 98 | Roberto Merhi     | Marussia-Ferrari     | 1:46,677  |          |          | 192  |
| –   | 28 | Will Stevens      | Marussia-Ferrari     | Ingen tid |          |          | 202  |

| Vidare från första kvalrundan ▬▬ Vidare från andra kvalrundan ▬▬ |

Noteringar:
- ^1  — Romain Grosjean fick två platsers nedflyttning på startgriden för att ha trängt sig ut ur depån.[1]
- ^2  — Roberto Merhi och Will Stevens misslyckades att nå gränsen på 107 procent av det snabbaste varvet i Q1. De fick starta loppet efter att de fått dispens från domarna.[2]

## Loppet

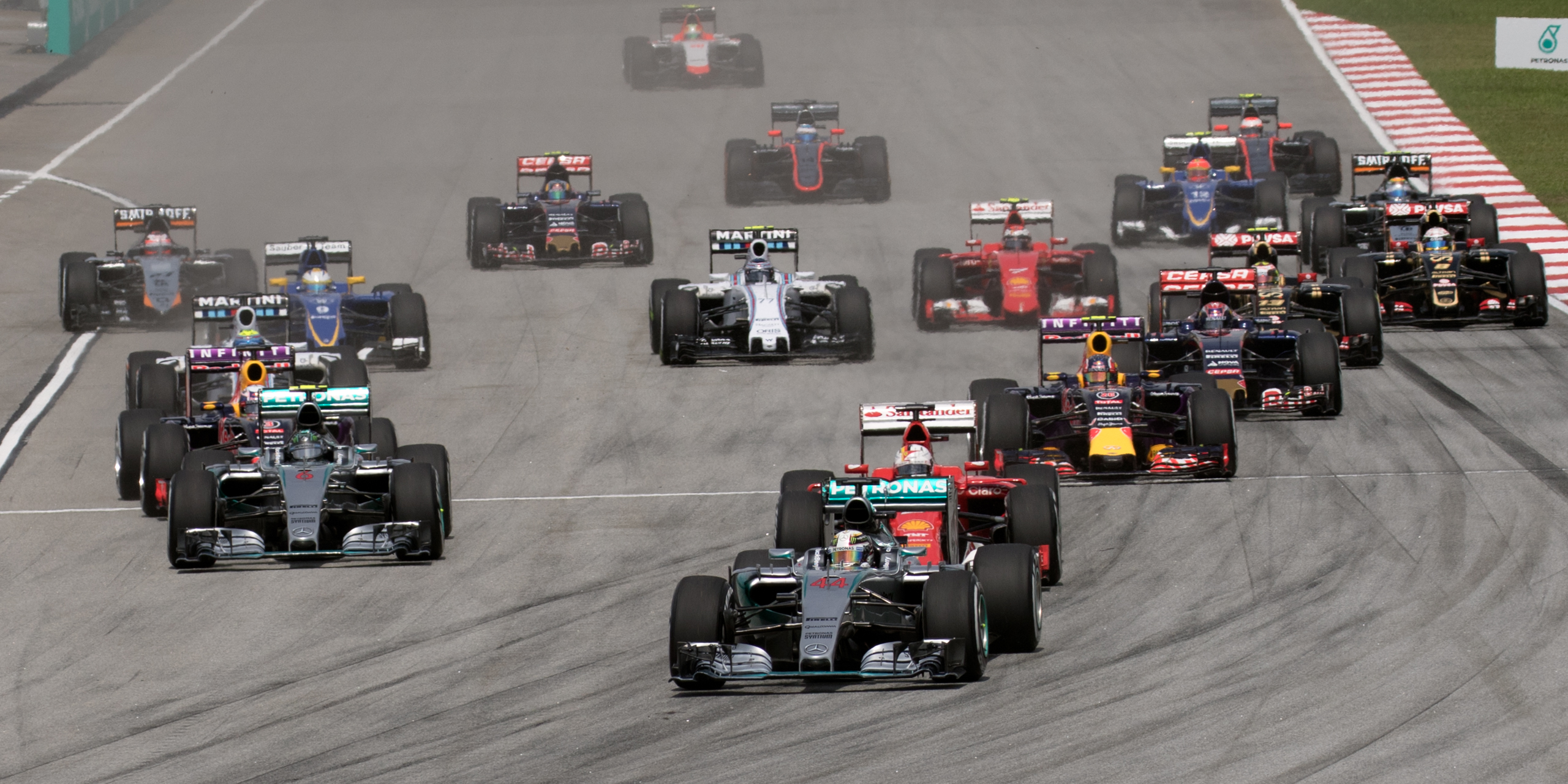
Första varvet.

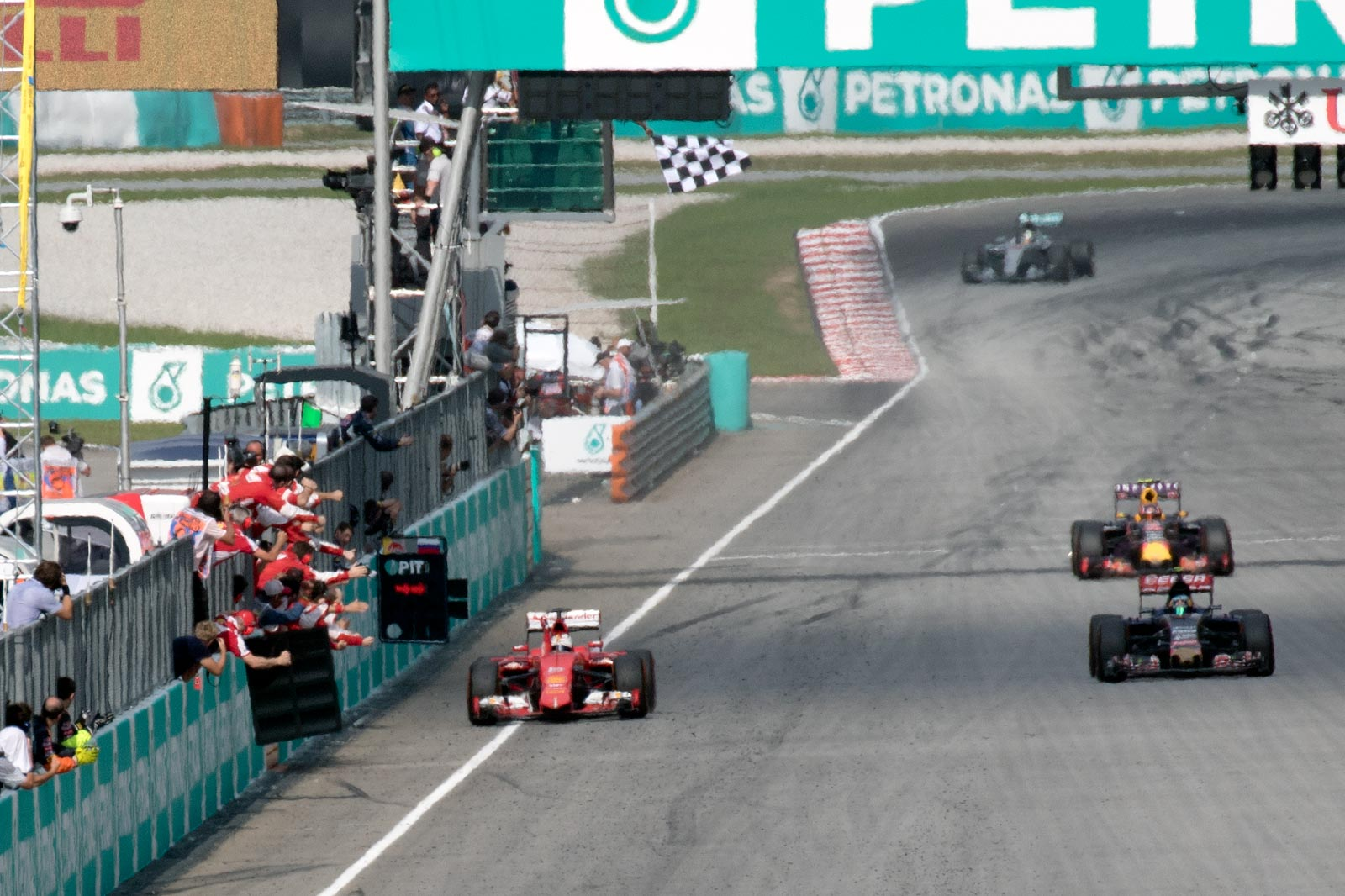
Målgången.

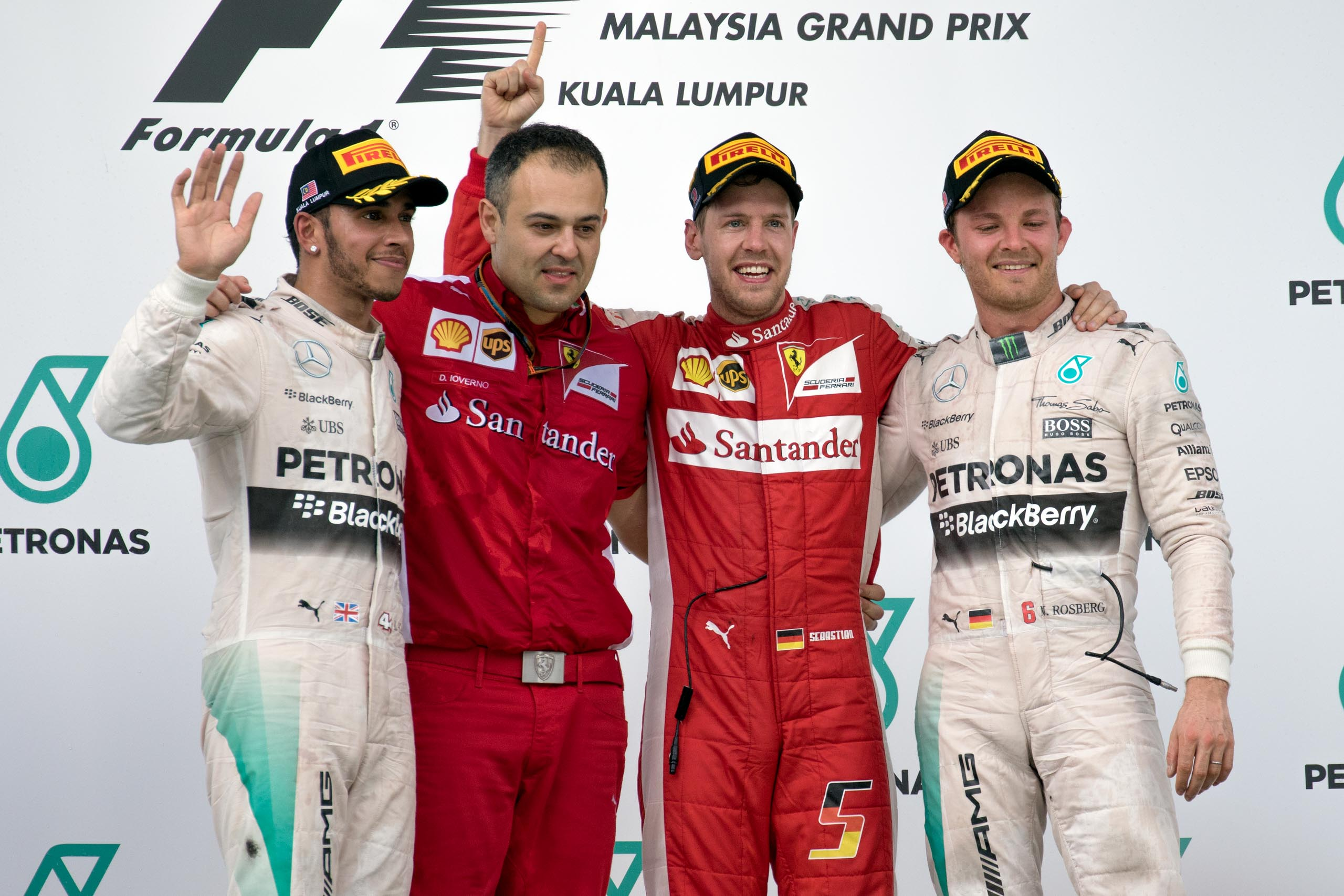
Topptrion plus vinnande konstruktör.

| Pos. | Nr | Förare            | Konstruktör          | Varv | Tid           | Grid | P  |
| ---- | -- | ----------------- | -------------------- | ---- | ------------- | ---- | -- |
| 1    | 5  | Sebastian Vettel  | Ferrari              | 56   | 1:41:05,793   | 2    | 25 |
| 2    | 44 | Lewis Hamilton    | Mercedes             | 56   | +8,569        | 1    | 18 |
| 3    | 6  | Nico Rosberg      | Mercedes             | 56   | +12,310       | 3    | 15 |
| 4    | 7  | Kimi Räikkönen    | Ferrari              | 56   | +53,822       | 11   | 12 |
| 5    | 77 | Valtteri Bottas   | Williams-Mercedes    | 56   | +1:10,409     | 8    | 10 |
| 6    | 19 | Felipe Massa      | Williams-Mercedes    | 56   | +1:13,586     | 7    | 8  |
| 7    | 33 | Max Verstappen    | Toro Rosso-Renault   | 56   | +1:37,762     | 6    | 6  |
| 8    | 55 | Carlos Sainz, Jr. | Toro Rosso-Renault   | 55   | +1 varv       | 15   | 4  |
| 9    | 26 | Daniil Kvyat      | Red Bull-Renault     | 55   | +1 varv       | 5    | 2  |
| 10   | 3  | Daniel Ricciardo  | Red Bull-Renault     | 55   | +1 varv       | 4    | 1  |
| 11   | 8  | Romain Grosjean   | Lotus-Mercedes       | 55   | +1 varv       | 10   |    |
| 12   | 12 | Felipe Nasr       | Sauber-Ferrari       | 55   | +1 varv       | 16   |    |
| 13   | 11 | Sergio Pérez      | Force India-Mercedes | 55   | +1 varv       | 14   |    |
| 14   | 27 | Nico Hülkenberg   | Force India-Mercedes | 55   | +1 varv       | 13   |    |
| 15   | 98 | Roberto Merhi     | Marussia-Ferrari     | 53   | +3 varv       | 19   |    |
| Ret  | 13 | Pastor Maldonado  | Lotus-Mercedes       | 46   | Bromsar       | 12   |    |
| Ret  | 22 | Jenson Button     | McLaren-Honda        | 40   | Turbo         | 17   |    |
| Ret  | 14 | Fernando Alonso   | McLaren-Honda        | 20   | ERS           | 18   |    |
| Ret  | 9  | Marcus Ericsson   | Sauber-Ferrari       | 2    | Körde av      | 9    |    |
| DNS  | 28 | Will Stevens      | Marussia-Ferrari     | 0    | Bränslesystem | –    |    |

| Förare och stall som tog poäng ▬▬ |

## Ställning efter loppet
| Pos. | Förare           | Poäng |
| ---- | ---------------- | ----- |
| 1    | Lewis Hamilton   | 43    |
| 2    | Sebastian Vettel | 40    |
| 3    | Nico Rosberg     | 33    |
| 4    | Felipe Massa     | 20    |
| 5    | Kimi Räikkönen   | 12    |

| Pos. | Konstruktör        | Poäng |
| ---- | ------------------ | ----- |
| 1    | Mercedes           | 76    |
| 2    | Ferrari            | 52    |
| 3    | Williams-Mercedes  | 30    |
| 4    | Sauber-Ferrari     | 14    |
| 5    | Toro Rosso-Renault | 12    |

- Notering: Endast de fem bästa placeringarna i vardera mästerskap finns med på listorna.